# La sangre de otros
La sangre de otros (título original en francés Le sang des autres) es una coproducción estadounidense, canadiense y francesa dirigida por Claude Chabrol, estrenada en 1984.
Adaptación de la novela homónima de Simone de Beauvoir, es la historia de una chica que se ve atrapada en la lucha entre los invasores alemanes y la resistencia francesa.

## Argumento
Durante la Segunda Guerra Mundial en París, La joven Helene (Jodie Foster) duda entre la colaboración y la resistencia. Un líder de la resistencia (Sam Neill) la amenaza con entregarla a la Gestapo si no lleva a cabo una misión para ellos.

## Reparto
| Intérprete           | Personaje             |
| -------------------- | --------------------- |
| Jodie Foster         | Hélène Bertrand       |
| Michael Ontkean      | Jean Blomart          |
| Sam Neill            | Dieter Bergman        |
| Lambert Wilson       | Paul Perrier          |
| Stéphane Audran      | Gigi Grandjouan       |
| Alexandra Stewart    | Madeleine             |
| Jean-François Balmer | Charles Arnaud        |
| John Vernon          | El general Von Loenig |
| Roger Miremont       | Marcel                |
| Kate Reid            | Mme Blomart           |
| Jean-Pierre Aumont   | M. Blomart            |
| Samuel Fuller        | El viejo en un café   |
| Didier Sauvegrain    | Un soldado en un café |
| Harold Kay           |                       |